# Curriea ceresensis
Curriea ceresensis är en stekelart som först beskrevs av Turner 1922.  Curriea ceresensis ingår i släktet Curriea och familjen bracksteklar. Inga underarter finns listade i Catalogue of Life.